# میکی ژییی
میکی ژییی (انگلیسی: Mickey Gilley؛ زادهٔ ۹ مارس ۱۹۳۶ – ۷ مهٔ ۲۰۲۲) یک موسیقی‌دان اهل ایالات متحده آمریکا بود.
از فیلم‌های معروف او می‌توان به بازی در فیلم گاوچران شهری در نقش خودش اشاره کرد.